# Paradoxo de Hardy
O paradoxo de Hardy é uma experiência de pensamento em mecânica quântica proposta por Lucien Hardy no início da década de 1990, segundo a qual uma partícula e sua antipartícula poderiam interagir sem se aniquilar.
Experimentos utilizando a técnica de medição fraca estudaram a interação de fótons polarizados e estes demonstraram que o fenômeno ocorre.

## Experimento
O experimento da dupla fenda de Aephraim Steinberg é um estudo de mecânica quântica que busca investigar a natureza dupla de onda e partícula de partículas subatômicas. O paradoxo foi confirmado e resolvido pelo experimento. O experimento da dupla fenda usual mostra basicamente que um elétron se comporta como partícula quando passa por uma fenda de uma chapa de metal e como onda quando passa pela mesma chapa com duas fendas. Além disso, se um sensor apontar para o elétron na dupla fenda, ele voltará a se comportar como partícula - evidenciando o efeito da observação sobre seu comportamento.
Em junho de 2011, o cientista canadense Aephraim Steinberg mediu tanto a posição como o momento (velocidade) de um fóton - na verdade uma média para diversos fótons - e teria verificado que a partícula se comporta como onda mesmo quando passa por uma só fenda. Segundo a teoria da onda-piloto, o experimento parece comprovar que cada partícula passa por uma fenda normalmente, mas ela também possui uma onda associada, que passa como tal pelas fendas.  O novo estudo só foi possível com a técnica de medição fraca, que permite visualizar tanto o momento como a posição do fóton.